# Troissereux
Troissereux ist eine französische Gemeinde mit 1364 Einwohnern (Stand 1. Januar 2022) im Département Oise in der Region Hauts-de-France. Sie gehört zum Arrondissement Beauvais, zur Communauté d’agglomération du Beauvaisis und zum Kanton Mouy. Die Bewohner werden als Tressorien(ne)s bezeichnet.

## Geographie
Die Gemeinde Troissereux mit den Ortsteilen Hussoye-le-Farcy, Hameau du Château und Clos-Saint-Maurice liegt am linken (östlichen) Ufer des von Teichen begleiteten Thérain an der früheren Route nationale 1 rund sechs Kilometer nordwestlich von Beauvais. Die Bahnstrecke von Beauvais nach Le Tréport verläuft außerhalb des Gemeindegebiets am gegenüberliegenden Ufer des Thérain; der frühere Bahnhof Troissereux-Fouquenies wird nicht mehr bedient.

## Geschichte
Vom 16. bis zum 18. August 1944 kam es nach einem Partisanenangriff zu einem Massaker deutscher Truppen an 19 Bewohnern des Orts.

## Einwohner
| Jahr                       | 1962 | 1968 | 1975 | 1982 | 1990 | 1999 | 2010 | 2021 |
| -------------------------- | ---- | ---- | ---- | ---- | ---- | ---- | ---- | ---- |
| Einwohner                  | 702  | 728  | 679  | 1013 | 1101 | 1128 | 1152 | 1355 |
| Quellen: Cassini und INSEE |      |      |      |      |      |      |      |      |

## Sehenswürdigkeiten
- 1791 erneuertes Schloss, ein Ziegelbau aus dem 15. und 16. Jahrhundert mit einer mittelalterlichen Uhr, einem Park mit Kanalsystem und Arboretum; 1983 als Monument historique klassifiziert[1]
- Kirche Saint-Pierre
- Kapelle der Jungfrau im Ortsteil Hussoye-le-Farcy

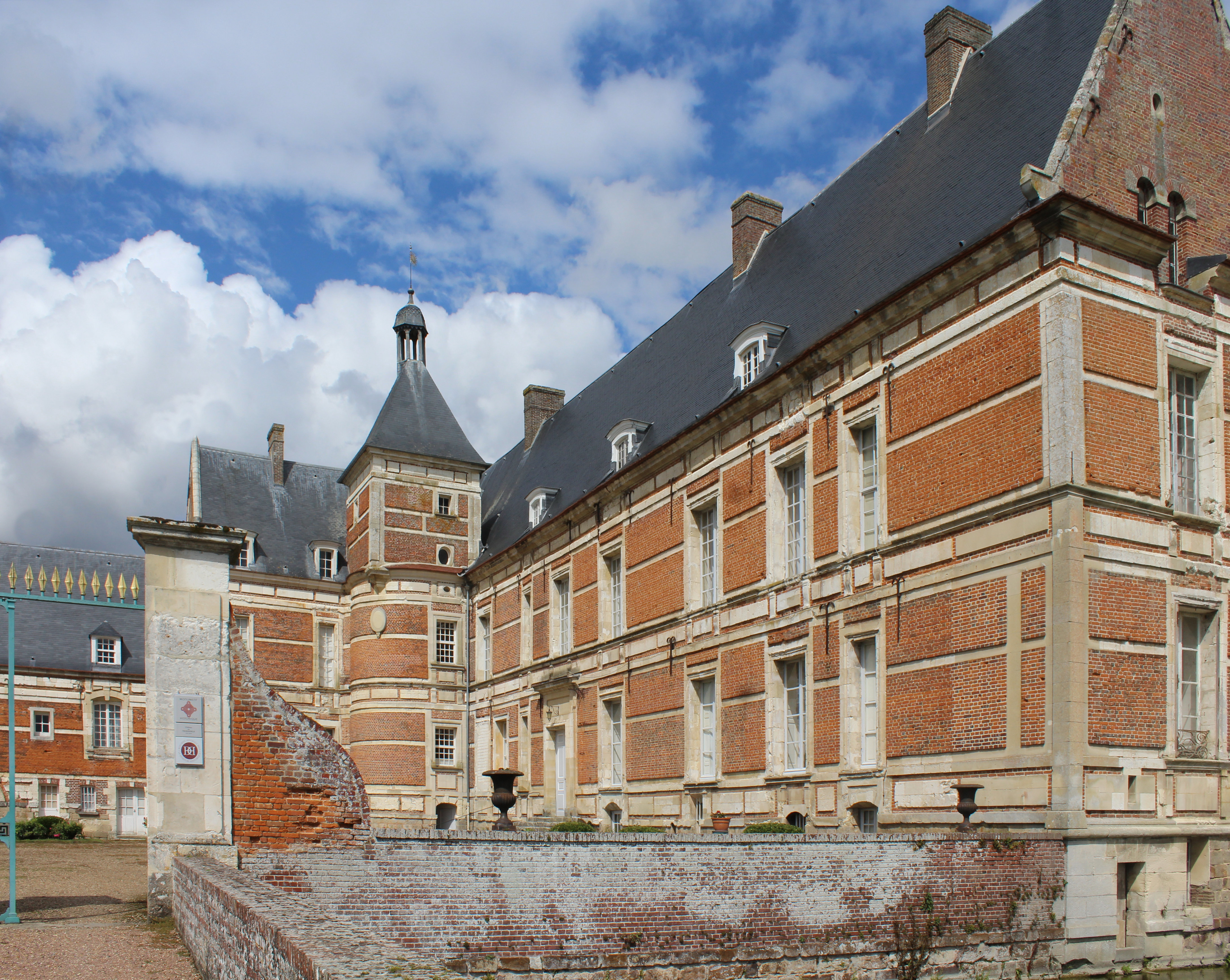
Schloss
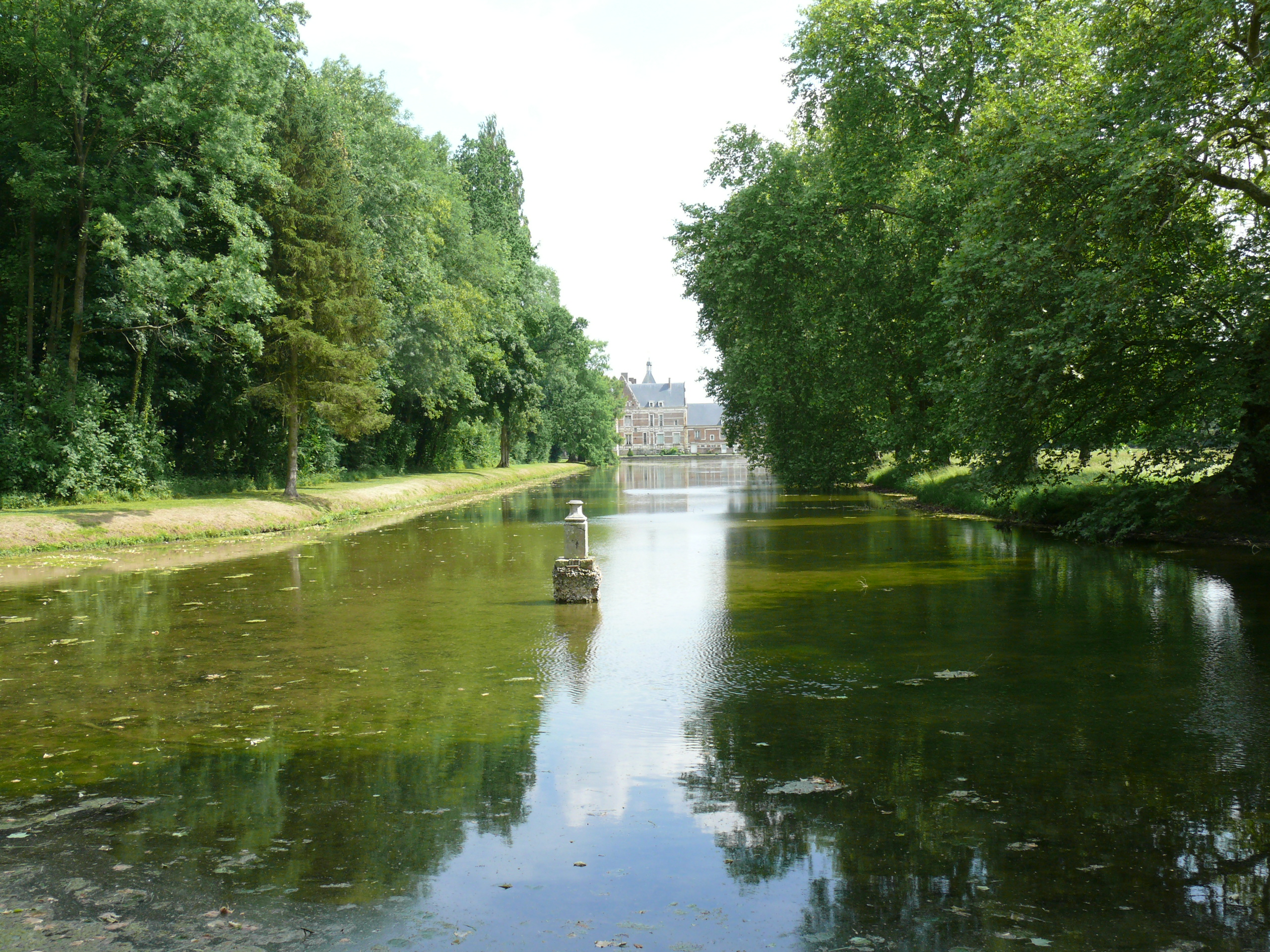
Hauptkanal im Schlosspark, das Schloss im Hintergrund
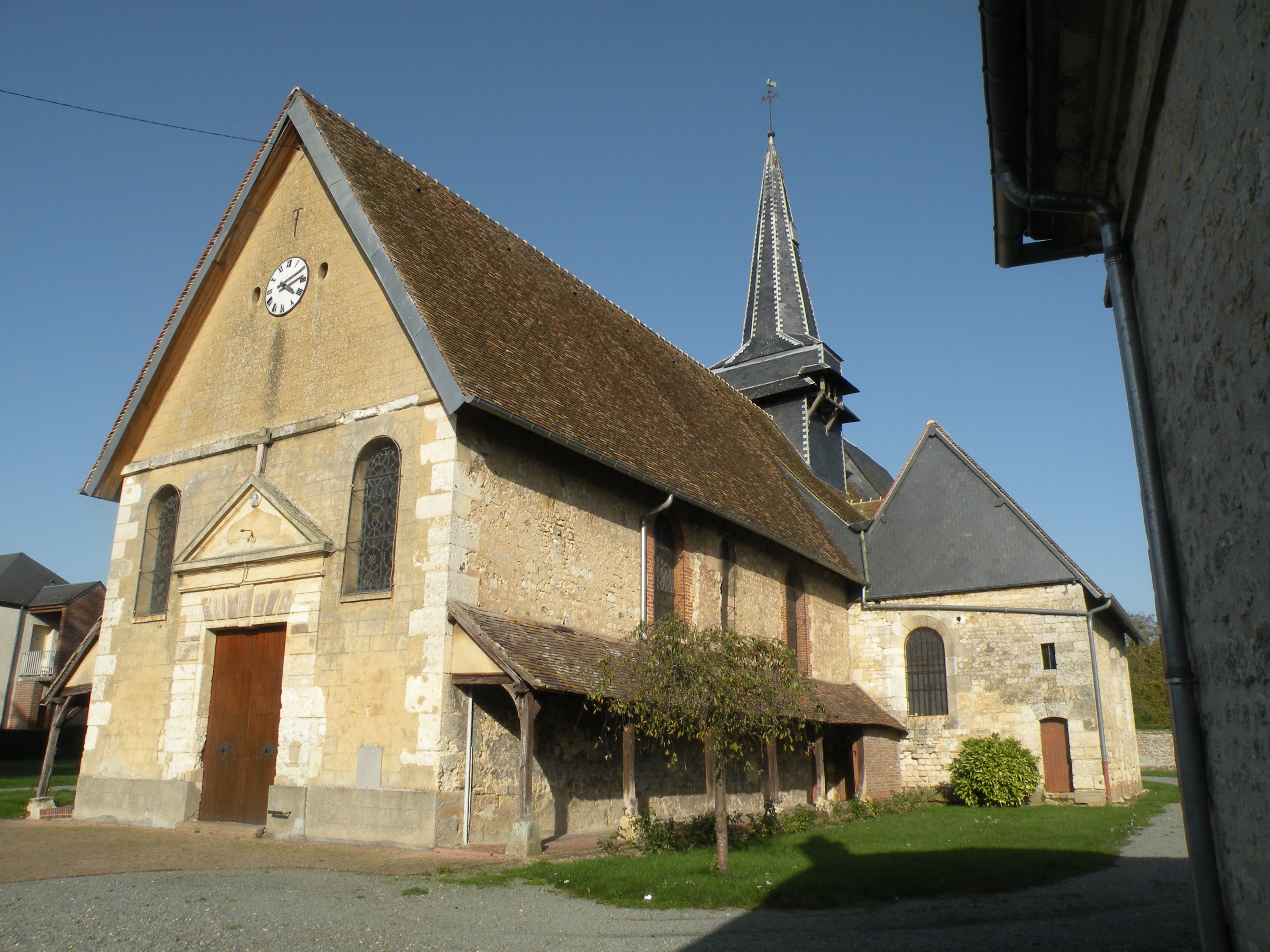
Kirche Saint-Pierre
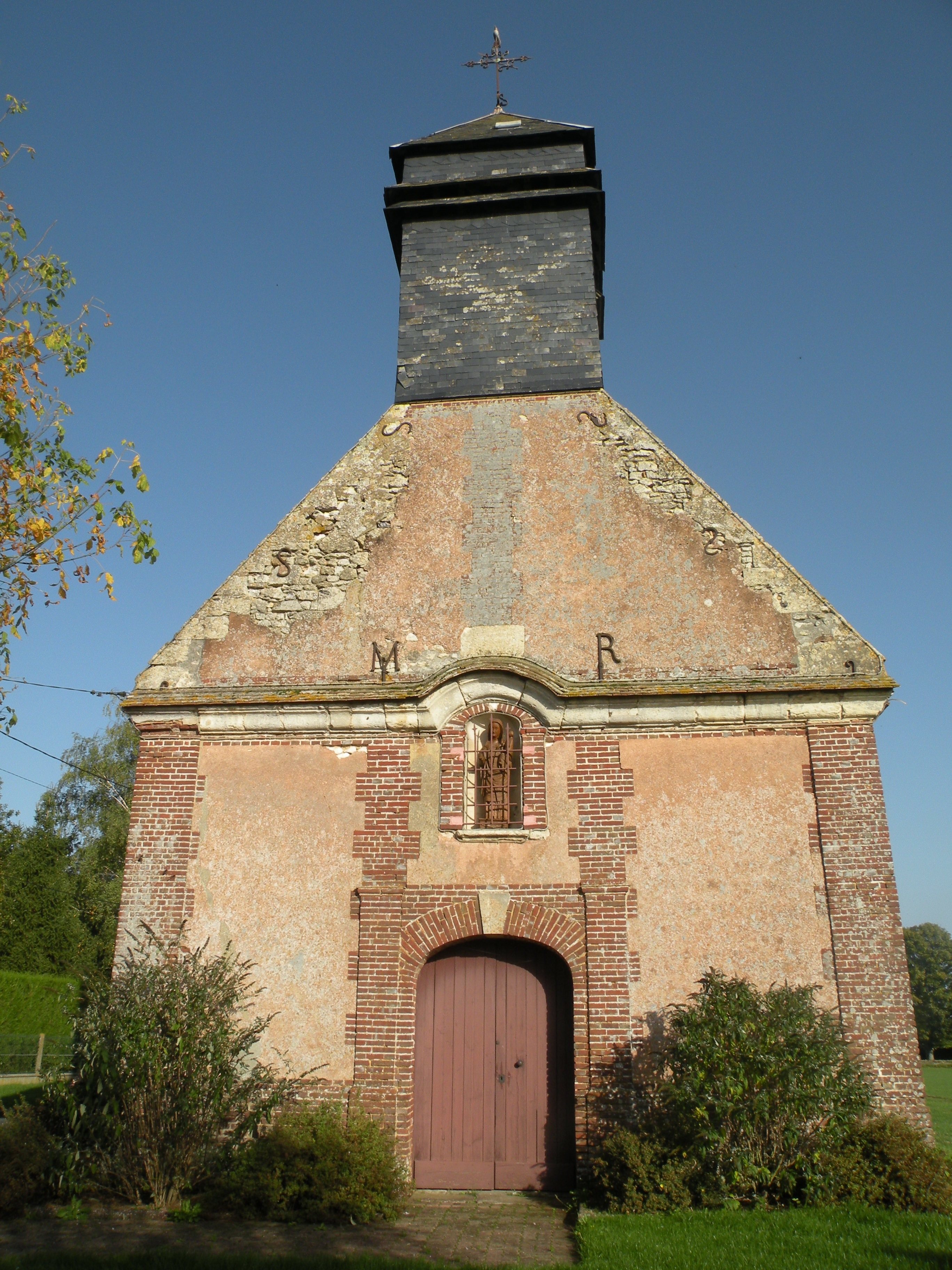
Kapelle der Jungfrau
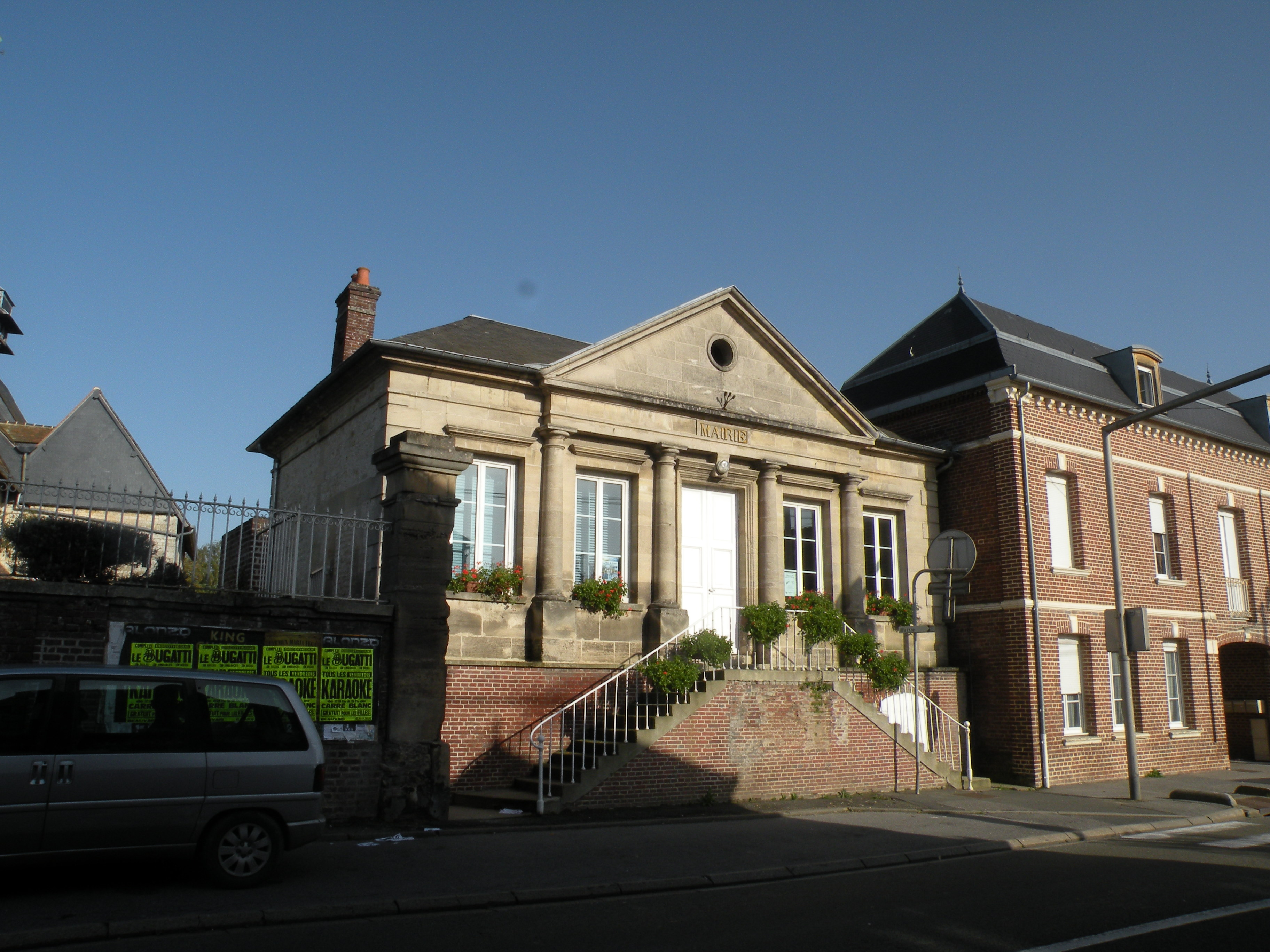
Ehemaliges Rathaus
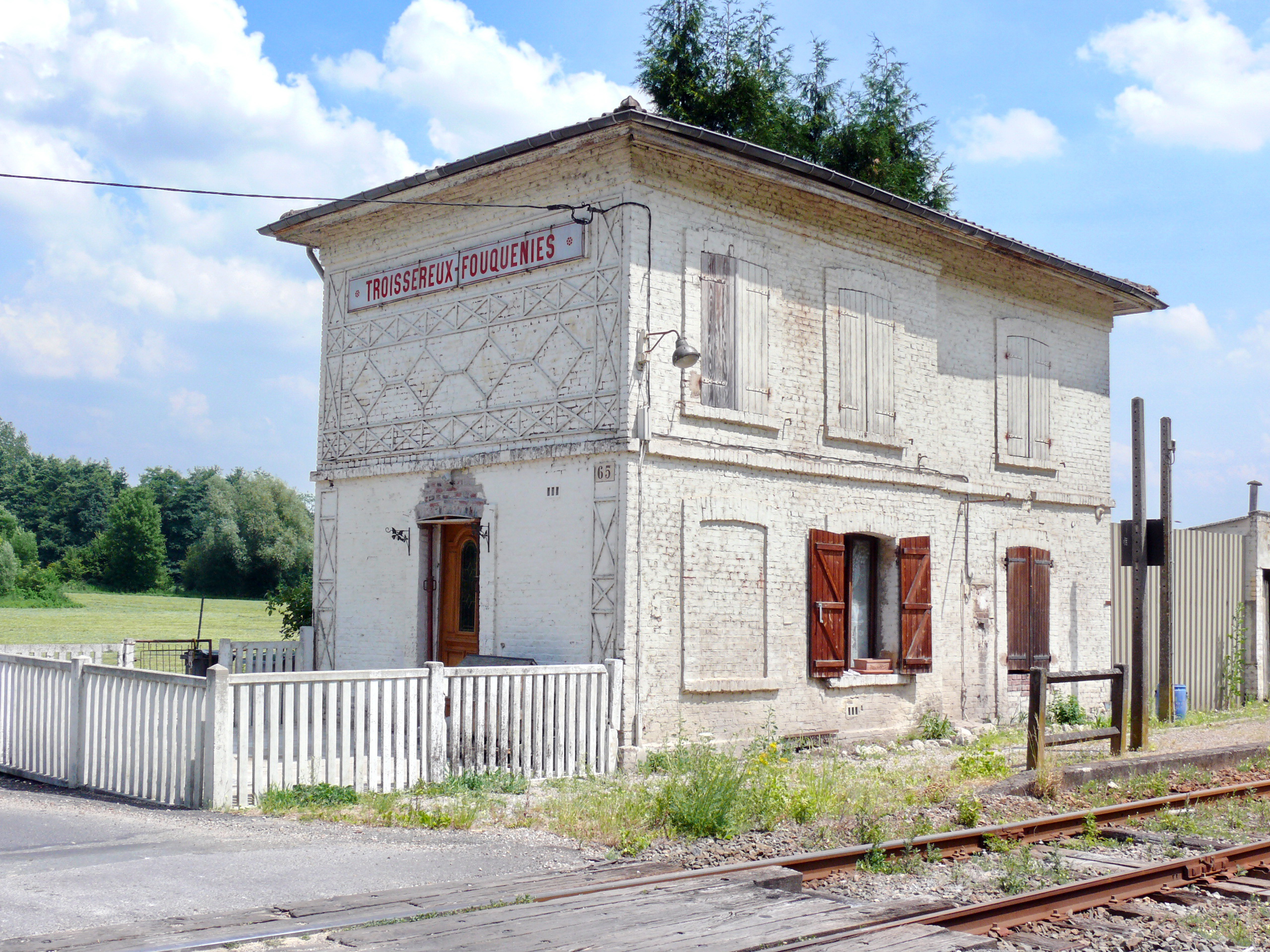
Ehemaliger Bahnhof Troissereux-Fouquenies
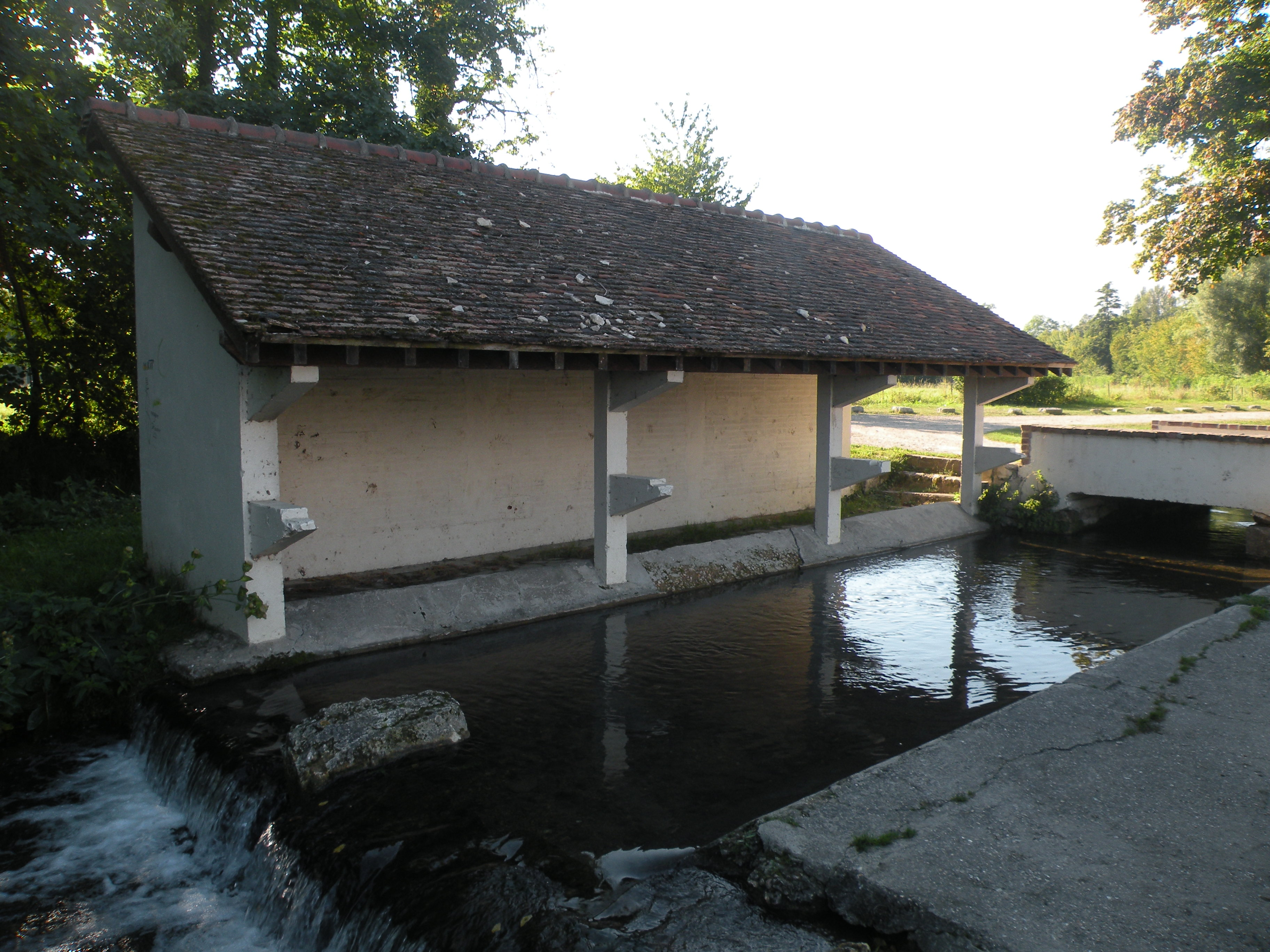
Lavoir
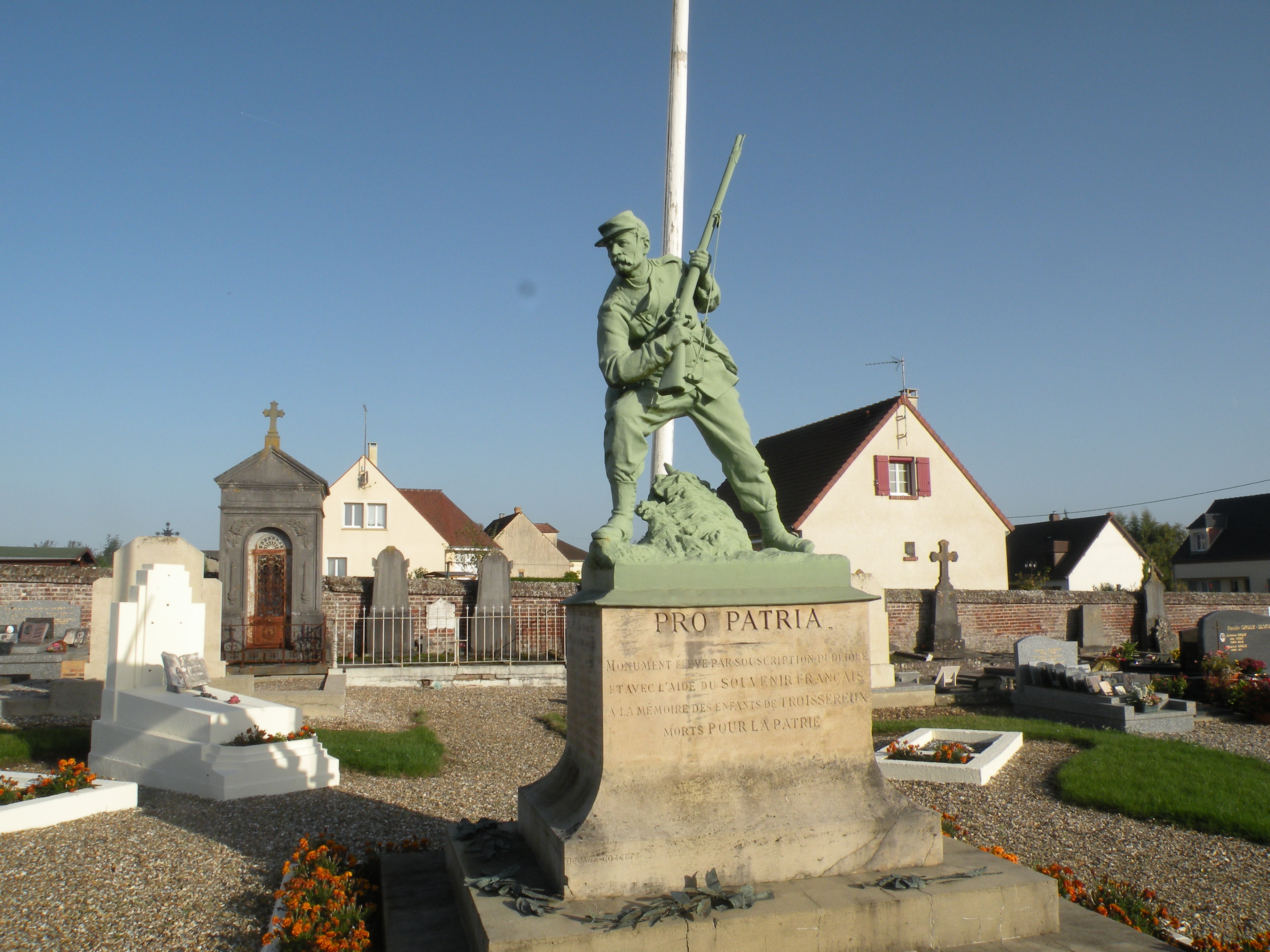
Gefallenendenkmal